# 萧作霖 (清朝)
萧作霖，清朝政治人物。
萧作霖曾于咸丰七年接替张仪盛任兴化府知府一职，同治三年由章倬标接任。